# Secret Garden (gruppo musicale)
Secret Garden è un duo irlandese-norvegese di musica new age e new instrumental.
Il duo è formato dalla violinista irlandese Fionnuala Sherry (Naas, Irlanda, 1962) e dal compositore e pianista norvegese Rolf Løvland (Kristiansand, Norvegia, 1955). I Secret Garden hanno venduto più di 3 milioni di dischi e hanno rappresentato la Norvegia all'Eurovision Song Contest del 1995 con Nocturne, conseguendo la vittoria. È stata la prima ed unica volta in cui un pezzo quasi interamente strumentale ha vinto l'Eurovision Song Contest, per poter incontrare le regole del festival il gruppo affidò le parti vocali alla cantante Gunnhild Tvinnereim.
Grazie al loro trionfo all'Eurovision Song Contest anche il loro primo album Songs from a Secret Garden uscito alla fine del 1995 ebbe un successo notevole. Vendette un milione di copie in tutto il mondo e fu disco di platino in Norvegia e in Corea del Sud, disco d'oro in Irlanda, Hong Kong e Nuova Zelanda.
Anche i loro album successivi sono entrati nella top ten della Billboard New Age charts.
Barbra Streisand ha adattato il singolo Heartstrings del duo trasformandola in I've Dreamed of You pubblicata nel suo album A Love Like Ours.
Il loro brano You Raise Me Up (composto da Brendan Graham / Rolf Løvland), originariamente eseguito assieme a Brian Kennedy, è stato poi inciso da Josh Groban, dai Westlife e recentemente ne è stata fatta una cover in spagnolo intitolata Por ti seré interpretata dal gruppo Il Divo.

## Discografia

### Album
- 1996 - Songs from a Secret Garden (Polygram)
- 1997 - White Stones (Polygram)
- 1998 - Fairytales (Polygram)
- 1999 - Dawn of a New Century (Decca)
- 2001 - Dreamcatcher (Philips)
- 2002 - Once in a Red Moon (Decca)
- 2004 - Ultimate Secret Garden (Universal Music)
- 2005 - Earthsongs (Philips)
- 2007 - Inside I'm Singing (Universal)
- 2011 - Winter Poem (Universal)
- 2014 - Just the Two of Us (Universal)
- 2018 - You Raise Me Up – the collection (Universal)
- 2019 - Storyteller (Decca)

### Album live
- 2016 - Live at Kilden (Universal)